# Новолуние (роман)
«Новолуние» — второй роман серии «Сумерки» писательницы Стефани Майер, в котором по словам Майер, рассказывается о потере истинной любви. Книга была первоначально опубликована в твёрдом переплёте в 2006 году. Экранизировал книгу американский режиссёр Крис Вайц. Премьера фильма по мотивам «Новолуния» состоялась 20 ноября 2009 года.

## Сюжет
Белла Свон отмечает свой восемнадцатый день рождения с Элис и Эдвардом Калленом, а также остальными вампирами семьи Калленов. Разворачивая обёртку от подарка, она нечаянно ранит руку. Один из вампиров, Джаспер, позже других отказавшийся от человеческой крови, а потому наиболее чувствительный к её запаху среди членов семьи, пытается напасть на Беллу, но Эдвард отражает нападение, отталкивая Джаспера от девушки, в результате чего Белла падает на стеклянные вазы и осколками ещё больше ранит себе руку. Всё заканчивается благополучно, но произошедший инцидент не даёт покоя Эдварду. Чувствуя вину за содеянное и опасаясь, что может сам причинить Белле большой вред, он бросает её, объяснив это тем, что больше не испытывает к ней никаких романтических чувств. Впоследствии она узнаёт, что Каллены покинули Форкс, уехав в неизвестном направлении.
Белла замыкается в себе, как радио, отдаляется от своих школьных приятелей и впадает в глубокую депрессию на несколько месяцев. Однажды, оказавшись в опасной для себя ситуации, девушка обнаруживает, что может слышать голос своего возлюбленного, находясь на пике опасности. Голос Эдварда как бы предостерегает её от глупых поступков. Белла же хочет, чтобы он никогда не умолкал. С такими мыслями она принимает решение поехать в резервацию Ла-Пуш к своему знакомому, Джейкобу Блэку, где он помогает ей починить недавно отданные даром из-за ненадобности два мотоцикла, и, впоследствии, пытаясь научиться ездить на одном из них, Белла снова слышит долгожданный голос.
Внезапно Джейкоб сначала из–за своей болезни не может видеться с Беллой, а затем по непонятным причинам начинает избегать её. Белла очень болезненно переживает это, от разлуки с другом детства и без возможности слышать голос любимого ей становится так же плохо, как и в первые месяцы после разрыва с Эдвардом; и, наконец, она решает съездить в лес, чтобы посмотреть на дом Калленов и поляну, где она встречалась с Эдвардом. На поляне Белла неожиданно встречает вампира Лорана, от которого она узнаёт, что Виктория охотится за Беллой, стремясь жестоко отомстить за смерть своего возлюбленного Джеймса, убитого Калленами в предыдущей книге «Сумерки», и что сам Лоран выполняет её поручение: узнать, охраняют ли Каллены Беллу или нет. Лоран ещё не стал вегетарианцем, тайно от семьи Денали пьёт человеческую кровь и поэтому, будучи голоден, собирается убить Беллу. К счастью, в тот момент на поляне появляются загадочные гигантские волки, которые нападают на Лорана и тем самым спасают девушку от верной гибели.
Вскоре после этого Белла обнаруживает, что Джейкоб и несколько его друзей из резервации стали офицерами - оборотнями, и что это они спасли её от Лорана. Оборотни становятся на защиту Беллы от Виктории.
В то же время Элис, сестре Эдварда, которая имеет дар предвидеть будущее, приходит видение, как Белла прыгает с утёса. Предполагая, что Белла совершила самоубийство, Элис спешит в Форкс проведать отца Беллы Чарли Свона. Эдвард, уверенный в предполагаемой смерти Беллы, о которой ему рассказала его другая сестра, Розали Хейл, летит в итальянский город Вольтерра, чтобы обратиться к древнему вампирскому клану Вольтури. Он хочет, чтобы они лишили его жизни, так как не видит смысла жить дальше. Белла и Элис в спешке отправляются вслед за ним. Белла уберегает Эдварда от смертной казни, не дав ему выйти на солнце и таким образом раскрыть себя, но Вольтури узнают, что существует человеческая девушка, знающая о существовании вампиров — что противоречит их вампирским законам. Беллу, Эдварда и Элис ведут в тайный замок Вольтури, где Аро, один из трёх предводителей клана, уже узнавший о необычных по силе чувствах Эдварда к Белле, узнаёт также удивительный факт того, что дар Аро (тот может видеть любые мысли, когда-либо бывавшие в голове у кого-то, одним прикосновением руки), как и дар Эдварда и Джейн, еще одной представительницы клана, могущей причинять иллюзию невыносимой боли, на Беллу не действуют. Вольтури отпускают Беллу, но прежде чем дать Калленам покинуть Италию, берут с них обещание, что Белла должна быть или убита, или превращена в вампира. Эдвард рассказывает Белле, почему оставил её, и в том числе — о том, что на самом деле охотился на Викторию, которая ложным следом увела его в Южную Америку, а также убеждает её, что никакой опасности нет и становиться вампиром нет необходимости, но Белла проводит голосование среди Калленов, чтобы окончательно ответить на вопрос — станет ли она вампиром. Книга заканчивается тем, что Каллены, к разочарованию Эдварда, отдают большинство голосов в пользу Беллы и назначают дату, когда начнется её превращение.
Для Джейкоба отвратительно и возмутительно возвращение Эдварда в Форкс, он влюблен в неё, а также готовность Беллы вернуться к любимому. Также его отталкивает желание Беллы стать такой же, как и Эдвард. В порыве ревности Джейкоб, убеждённый, что Белла по-прежнему хочет быть с ним, но лишена этой возможности Эдвардом, доносит её отцу Чарли, что она тайно ездила на мотоцикле, надеясь, что тот запретит ей встречаться с Эдвардом, а также напоминает Эдварду о договоре семьи Калленов с его племенем, не позволяющем Калленам создавать новых вампиров. Белла не только быстро прощает ему эту выходку, но и считает себя виноватой в его агрессивном поведении. В фильме Чарли не узнаёт ни о прыжке дочери со скалы в море, ни о мотоциклах, а Белла отбывает домашний арест только за то, что уехала из Форкса на целых три дня, не предупредив об этом отца.
В романе присутствуют отсылки к шекспировской пьесе «Ромео и Джульетта» и непосредственные пересечения между главными персонажами этих произведений.

## Адаптации

### Экранизация
16 ноября 2009 года состоялась мировая премьера фильма по мотивам книги «Новолуние». Режиссёр — Крис Вайц, известный своими работами над такими фильмами, как «Американский пирог» и «Бойфренд моей мамы». Кристен Стюарт, Роберт Паттинсон и Тейлор Лотнер в ролях Беллы Свон, Эдварда Каллена и Джейкоба Блэка соответственно.

### Комикс
22 марта 2013 года Entertainment Weekly опубликовал одну из иллюстраций из нового предстоящего графического романа по мотивам романа «Новолуние». Он будет также издан компанией Yen Press, как и оба тома предыдущей части ("Сумерки. Начало. Роман в рисунках"). Автором графики снова стал Ким Янг.
Первый том "Сумерки. Сага. Новолуние: Графический роман" был выпущен 30 апреля 2013 года. Релиз второго тома бесконечно откладывается по сей день.